# 圣若斯
圣若斯（法語：Saint-Josse，法語發音：[sɛ̃ ʒɔs]），亦称滨海圣若斯（Saint-Josse-sur-Mer，[sɛ̃ ʒɔs syʁ mɛʁ]），是法国北部-加来海峡大区加来海峡省的一个市镇，属于蒙特勒伊区。

## 地理
圣若斯（50°28'4"N, 1°39'53"E）面积21.1 平方千米，位于法国上法蘭西大區加来海峡省，该省份为法国北部沿海省份，西北濒北海，南至索姆省，东临北部省。
与圣若斯接壤的市镇（或旧市镇、城区）包括：埃塔普勒、布雷克桑-埃诺克、拉卡洛特里、屈克、梅利蒙、圣欧班、索吕、蒂贝尔桑。
圣若斯的时区为UTC+01:00、UTC+02:00（夏令时）。

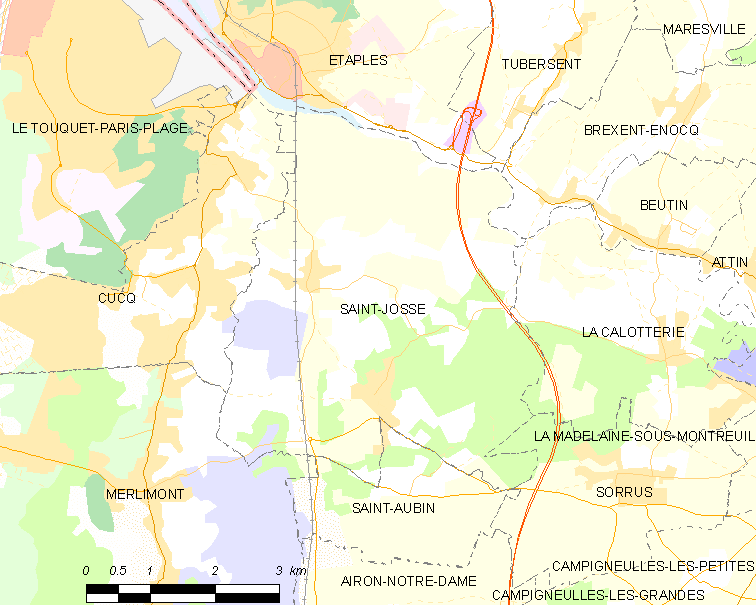
圣若斯的OSM定位图

## 行政
圣若斯的邮政编码为62170，INSEE市镇编码为62752。

## 政治
圣若斯所属的省级选区为埃塔普勒县。

## 人口

1962-2008年间圣若斯人口变化图示

圣若斯于2022年1月1日时的人口数量为1055人。